# アブドゥッラー・ズブロマーウィー
アブドゥッラー・ズブロマーウィー（Abdullah Sulaiman Zubromawi、1973年11月15日 - ）は、サウジアラビアの元サッカー選手。元サウジアラビア代表。ポジションはディフェンダー。

## 来歴
1993年にサウジアラビア代表デビュー。サウジアラビアとして初の出場となった1994 FIFAワールドカップのメンバーにも選ばれ、3試合に出場、ベスト16となった。AFCアジアカップ1996では全6試合に出場し、優勝した。1998 FIFAワールドカップ、2002 FIFAワールドカップでは、ともにグループステージ全試合に出場したが、1勝もできずに敗退した。サウジアラビア代表として通算142試合に出場、3得点をあげた。

## 代表歴

### 出場大会
- サウジアラビア代表
  - 1994 FIFAワールドカップ
  - 1998 FIFAワールドカップ
  - 2002 FIFAワールドカップ

### 試合数
- 国際Aマッチ 142試合 3得点（1993年-2002年）[1]

| サウジアラビア代表 | 国際Aマッチ | 国際Aマッチ |
| 年                 | 出場        | 得点        |
| ------------------ | ----------- | ----------- |
| 1993               | 2           | 0           |
| 1994               | 25          | 1           |
| 1995               | 3           | 0           |
| 1996               | 14          | 0           |
| 1997               | 20          | 1           |
| 1998               | 22          | 0           |
| 1999               | 12          | 0           |
| 2000               | 12          | 1           |
| 2001               | 18          | 0           |
| 2002               | 14          | 0           |
| 通算               | 142         | 3           |